# Joseph Reed
Joseph Reed (Stockton-on-Tees, maart 1723 – Londen, 15 augustus 1787) was een Brits autodidactisch toneelschrijver, die vooral herinnerd wordt om zijn klucht The Register-Office uit 1761.
Reed was de zoon van een zeeldraaier en werd zelf in dit ambacht opgeleid. Zijn academische scholing was zeer beperkt. In zijn vrije tijd legde hij zich toe op de literatuur en ontwikkelde hij ambities om schrijver te worden; zijn hele leven lang bleef hij zichzelf echter als touwslager (‘halter-maker’) omschrijven. Reeds vroegst bekende gedicht dateert uit augustus 1744 en was een elegie op de dood van Alexander Pope. Zijn eerste blijspel, The Superannuated Gallant, werd in Newcastle upon Tyne gepubliceerd en kende slechts matig succes. Hij trok in 1747 naar Londen met de bedoeling contacten in de wereld van het theater aan te knopen; het zou echter nog tot 1758 duren vooraleer een van zijn stukken werd opgevoerd, namelijk de tragedie Madrigal and Truletta, in een regie van Theophilus Cibber. Tobias Smollett bekritiseerde het werk omdat het veel te lang duurde, waarop Reed met een pamflet antwoordde, getiteld ‘A Sop in the Pan for a Physical Critic’.
Zijn succesrijkste werk, The Register-Office, ging op 23 april 1761 in Drury Lane in première, zij het zonder twee personages die door de censuur verboden waren. Het toneelstuk werd evenwel in 1771 integraal gepubliceerd met een nieuw toegevoegd personage genaamd ‘Mrs. Doggerel’ alsook met de vermelding dat ‘Mrs. Snarewell’ niet gespeeld had mogen worden. The Register-Office leidde tot een conflict tussen Joseph Reed en Samuel Foote, wiens populaire toneelstuk The Minor een personage genaamd ‘Mrs. Cole’ bevat, waarvan Reed beweerde dat Foote het van zijn Mrs. Snarewell geplagieerd had, aangezien hij het manuscript van The Register-Office vijf jaar voordien naar Foote had gestuurd.
Op 14 januari 1769 ging Reeds opera Tom Jones in première, gebaseerd op de gelijknamige roman van Henry Fielding, en werd dertienmaal herhaald. 
Zijn treurspel Dido, gebaseerd op de legende van Dido, is in de vroege 19de eeuw verloren gegaan. Dit toneelstuk had hij aan Samuel Johnson voorgelezen, die er niet bijster enthousiast over was. Het ging op 28 maart 1767 in première met een proloog van David Garrick; tijdens Reeds leven werd het echter niet meer hernomen, waarover hij nog in 1787 zijn verontwaardiging uitte. Bij de uiteindelijke herneming anno 1797, waarin Sarah Siddons de titelrol vertolkte, heette het The Queen of Carthage. De voor 1808 geplande publicatie van het stuk werd verhinderd door een brand bij uitgeverij Nichols.
The Impostors, or a Cure for Credulity, was een adaptatie van de Franse schelmenroman Gil Blas en werd op 17 maart 1776 voor het eerst opgevoerd. Dit is tevens het laatst bekende toneelstuk van Joseph Reeds hand. Zijn vriend, de antiquair Joseph Ritson, had het plan opgevat om de verzamelde werken van Reed uit te geven, hetgeen nooit gerealiseerd is.
Reed was in 1750 met Sarah Watson gehuwd, een dochter van een vlaszwingelaar, en verhuisde in 1757 naar Londen, alwaar hij zijn touwslagerij in Sun Tavern Fields vestigde, destijds in Stepney gelegen. Ginds bleef hij tot zijn dood anno 1787 wonen; de oudste van zijn twee zonen, John Watson Reed, was advocaat te Holborn. De andere heette Shakspeare [sic] Reed en werd magistraat in Sunderland.

## Werken

### Theater
- 1745: The Superannuated Gallant (klucht)
- 1758: Madrigal and Truletta (burleske tragedie)
- 1761: The Register-Office (klucht)
- 1767: Dido (tragedie)
- 1769: Tom Jones (komische opera)
- 1776: The Impostors, or a Cure for Credulity (komedie)

### Overig
- 1756: A British Philippic inscribed to the Earl of Granville
- 1759: A Sop in the Pan for a Physical Critic
- 1761: bijdragen in ‘The Monitor’
- 1762: The Tradesman’s Companion, or Tables of Avoirdupois Weight
- 1764: autobiografie in ‘The Universal Museum’
- 1784: An Epitaph on the … Earl of Chatham
- 1786: St. Peter’s Lodge, a Serio-comic Legendary Tale in Hudibrastic Verse
- 1786: A Rope’s End for Hempen Monopolists, or a Dialogue between a Broker, a Ropemaker, and the Ghost of Jonas Hanway, Esq. In which are represented the pernicious effects of the rise in the price of hemp. By a Halter-maker at the service of all monopolists
- 1787: The Retort Courteous, or a Candid Appeal

- Gemeinsame Normdatei: 1055192573
- International Standard Name Identifier: 0000 0000 8128 4885
- Library of Congress Control Number: n82205481
- Nederlandse Thesaurus van Auteursnamen: 339698691
- Istituto Centrale per il Catalogo Unico: BCTV016497
- Virtual International Authority File: 49591181
- WorldCat: E39PBJjCWHf49rJJgRYPdMHt8C